# 12. Oberste Volksversammlung

Sitzeverteilung:
Partei der Arbeit Koreas (601)
Koreanische Sozialdemokratische Partei (51)
Chondoistische Ch’ŏngu-Partei (21)
Parteilose (13)

Die 12. Oberste Volksversammlung Nordkoreas wurde nach den Parlamentswahlen 2009 gebildet. Sie ist die Oberste Volksversammlung in der 12. Legislaturperiode und damit formell das höchste Machtorgan des Staates. Ihr gehören 687 Abgeordnete an.

## Parlamentssitzungen

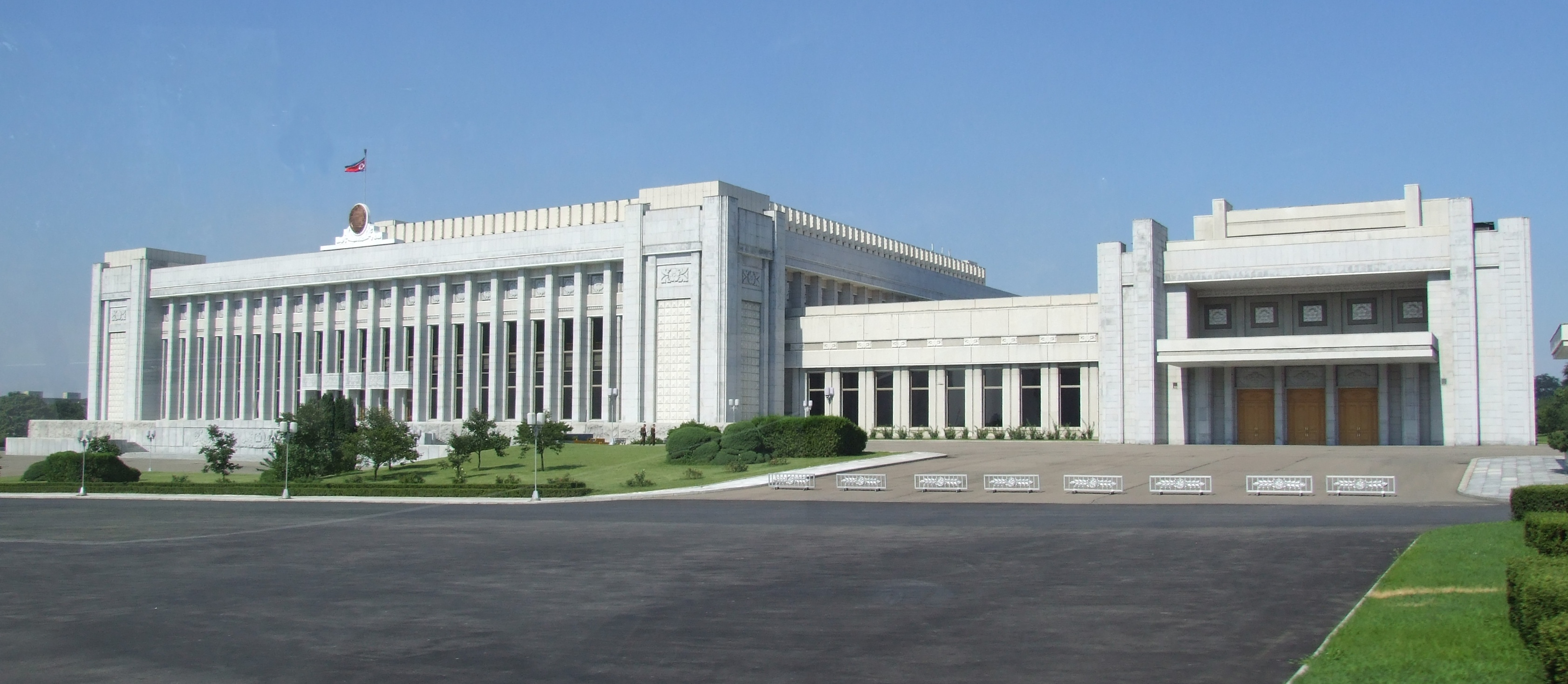
Die Mansudae-Kongresshalle, Tagungsort der Parlamentssitzungen

Die Sitzungen der Obersten Volksversammlung finden in der Mansudae-Kongresshalle statt. Bis auf Ausnahmen tagt das Parlament einmal jährlich.

### Erste Sitzung
Die Konstituierende Sitzung des neugewählten Parlaments fand am 9. April 2009 statt. Dabei wurde entsprechend der Tagesordnung Kim Jong-il „feierlich“ als Vorsitzender der Nationalen Verteidigungskommission wiedergewählt. Ebenso wurde Kim Yŏng-nam erneut als Parlamentspräsident bestätigt. Ins Präsidium der Obersten Volksversammlung wurden daneben auch gewählt:
- Yang Hyong-sop, Vizepräsident
- Kim Yong-dae, Vizepräsident (Vorsitzender der KSDP)
- Kim Yŏng-ju, Ehrenvizepräsident
- Ch’oe Yŏng-rim, Generalsekretär
- Ryu Mi-yong (Vorsitzende der Chondoistischen Ch’ŏngu-Partei)
- Kang Yong-sop (Vorsitzender der Christlichen Föderation Koreas)
- Sim Sang-jin
- Hong Sok-hyong
- Kim Yang-gon
- Ri Yong-chol
- Kim Pyong-p'al
- Kang Chang-uk
- Ro Song-sil
- Pyon Yong-rip
- T'ae Hyong-chol

Zu Mitgliedern der Nationalen Verteidigungskommission wurden neben Kim Jong-il gewählt:
- Jo Myong-rok, Erster Stellvertretender Vorsitzender
- Kim Yŏng-ch’un, Stellvertretender Vorsitzender
- Ri Yong-mu, Stellvertretender Vorsitzender
- O Kŭng-nyŏl, Stellvertretender Vorsitzender
- Jon Pyong-ho
- Kim Il-chol
- Paek Se-bong
- Chang Sung-taek
- Ju Sang-song
- U Tong-chuk
- Ju Kyu-chang
- Kim Jong-gak

Kim Yong-il wurde im Amt des Regierungschefs bestätigt. Ebenso wurden weitere Regierungsmitglieder gewählt. Im Amt des Generalstaatsanwalts wurde Ri Kil-song bestätigt. Vorsitzender des Obersten Gerichts wurde Kim Pyong-nyul.

### Zweite Sitzung
Bei der zweiten Sitzung am 9. April 2010 wurde Kim Jong-il zum Vorsitzenden der Nationalen Verteidigungskommission und als Vorsitzender des Präsidiums der Obersten Volksversammlung wiedergewählt.
Außerdem wurde eine Verfassungsänderung bestätigt, wonach die Nationale Verteidigungskommission fortan das oberste Staatsamt Nordkoreas bildet. Die Befugnisse der Kommission wurden erweitert und die Mitgliederanzahl erhöht sowie erstmals auch zivile Funktionäre aufgenommen.

### Dritte Sitzung
Für den 7. Juni 2010 wurde eine außerordentliche Sitzung einberufen. Im Zuge einer umfassenden Regierungsumbildung wurden Choe Yong-rim zum Premier und Chang Sung-taek, der Schwager Kim Jong-ils, zum stellvertretenden Vorsitzenden der Nationalen Verteidigungskommission gewählt. Im Anschluss bildete das Kabinett Ch’oe Yŏng-rim die Regierung Nordkoreas.

### Vierte Sitzung
Die vierte Sitzung wurde am 7. April 2011 abgehalten. Jon Phyong-ho wurde aus der Nationalen Verteidigungskommission entlassen und stattdessen Pak To-chun hinein berufen.

### Fünfte Sitzung
Bei der fünften Sitzung am 13. April 2012 wurde Kim Jong-un zum Ersten Vorsitzenden der Nationalen Verteidigungskommission ernannt. Beschlossen wurde zudem eine Änderung der Verfassung der Demokratischen Volksrepublik Korea, womit der Staat zur Nuklearmacht erklärt wurde.

### Sechste Sitzung
Am 25. September 2012 wurde eine weitere außerordentliche Sitzung einberufen. Gründe für die Sitzung wurden bei Bekanntgabe keine genannt.
Die Tagesordnung der 6. Sitzung bestand aus zwei Punkten: Der Anhebung der Schulpflicht von bisher elf auf zwölf Jahre und organisatorischen Fragen. Das Referat zur Schulpflichtverlängerung hielt der Abgeordnete Choe Thae-bok.
Die Abgeordneten Hong In-bom, Chefsekretär des Parteikomitees der Partei der Arbeit Koreas der Süd-Phyongan-Provinz, und Jon Yong-nam, Vorsitzender des Zentralkomitees der Sozialistischen Jugendliga Kim Il-sung, wurden zu Mitgliedern des Präsidiums der Obersten Volksversammlung gewählt. Kwak Pŏm-gi übernahm den Vorsitz der Budgetkommission der Obersten Volksversammlung, da Choe Hui-jong, der diesen Posten bis dahin übernommen hatte, abgesetzt wurde.
Vermutet wurden im Vorfeld der Sitzung vor allem die Verkündigung wirtschaftlicher Reformen, besonders im Bereich der Landwirtschaft.

### Siebente Sitzung
Die ordentliche Sitzung am 1. April 2013 fand statt, nachdem Nordkorea den Nichtangriffspakt mit Südkorea aufgekündigt und erklärt hatte, sich mit dem Süden im Kriegszustand zu befinden. Auf der Sitzung sollte einem am Vortag vom Zentralkomitee der Partei der Arbeit getroffener Beschluss zum Wirtschaftswachstum und Ausbau des Atomarsenals zugestimmt werden. Pak Pong-ju wurde ein zweites Mal zum Regierungschef und zum Nachfolger von Choe Yong-rim gewählt. Außerdem wurde das Gesetz über die Weltraumentwicklung verabschiedet, mit dem auch die National Aerospace Development Administration errichtet wurde.